# エンプ・ヴオリネン
エンプ・ヴオリネン （Emppu Vuorinen、本名エルノ・マッティ・ユハニ・ヴオリネン Erno Matti Juhani Vuorinen、1978年6月24日 - ）は、フィンランド東スオミ州北カルヤラ県キテー出身の作曲家、ギタリスト。主にナイトウィッシュのメンバーとして知られる。身長160cm。
Emppuはニックネームである。本名のErnoがフィンランド人には発音しにくいため、ほとんど呼ばれることは無い。

## 来歴
ナイトウィッシュには結成時（1996年）より参加。ギターを弾き始めたのは12歳の時で、以後独学でギターを学んだ。少年時代は柔道の選手で、母国フィンランドでチャンピオンになったこともあるという。
一時期アルタリアにも参加していたが、ナイトウィッシュの活動との折り合いが付かず脱退。他にもバリラーリ（ラタ・ブランカ）やベト・ヴァスケスとの共演なども行っている。2006年にブラザー・ファイアートライブを結成した。

## 機材
- Washburn CS-780s: Guitar
- ESP EV-1: Guitar
- Mesa Boogie Dual Rectifiers: Amplifier
- Marshall JCM 800 4x12: Speaker Cabinets

ギターのチューニングは全音下げ(D, G, C, F, A, D)にしている。曲によっては6弦を更に全音下げ(DからC)にしている。